# Лебедиха (Алтайский край)
Лебедиха — посёлок в Панкрушихинском районе Алтайского края России. Входит в состав Кривинского сельсовета.

## География
Посёлок находится в северо-западной части Алтайского края, к западу от реки Цыганский Лог. Абсолютная высота — 173 м над уровнем моря.

## История
Основан в 1910 году. В 1926 году в посёлке имелось 125 хозяйств и проживал 591 человек (281 мужчина и 310 женщин). В национальном составе населения того периода преобладали русские. Действовали школа I ступени, изба-читальня, народный дом, телефон, кредитное товарищество и лавка общества потребителей. В административном отношении являлся центром Лебедихинского сельсовета Панкрушихинского района Каменского округа Сибирского края.

## Население
| 1926 | 1997 | 1998 | 1999 | 2000 | 2001 |
| ---- | ---- | ---- | ---- | ---- | ---- |
| 591  | ↘154 | ↘148 | ↘140 | ↗147 | ↘141 |
| 2002 | 2003 | 2004 | 2005 | 2006 | 2007 |
| ↘120 | ↗121 | ↘114 | ↘79  | ↘78  | ↘75  |
| 2008 | 2009 | 2010 | 2011 | 2012 | 2013 |
| ↘65  | ↘63  | ↘47  | ↗50  | ↘49  | ↘45  |

### Национальный состав
Согласно результатам переписи 2002 года, в национальной структуре населения русские составляли 74 %.